# Деян Димитров
Деян Мицков Димитров — Карпата е български революционер, охридски войвода на Вътрешната македоно-одринска революционна организация.

## Биография
Димитров е роден на 9 март (22 март нов стил) 1873 година в Лактине, в Османската империя, днес в Северна Македония. Самоук, работи като каменоделец във Варна и Русе между 1890 и 1901 година. В 1901 година се присъединява към ВМОРО и е четник при Тале Горанов, а от 1902 година е подвойвода на Никола Русински в Дебърцата, Охридско с 9 души четници. Секретар на Деян войвода, който е неграмотен, е Ташко Арсов. Четата на Димитров унищожава сейменина и кръволок Ризо както и серия предатели в Охридско.
В средата на март четата на Деян Димитров е обградена от турски аскер в Ърбино. Успява да разбие обръча и да избяга с четата си, но войводата на притеклата му се на помощ чета Тома Давидов е убит.
През юни 1903 година Деян е изпратен в друг район и негов секретар е Христо Ангелов — Гроздан. По време на Илинденско-Преображенското въстание взема участие в сражението при Сирулски рид, Гърмешница и други, а след въстанието през Куманово и Враня пристига в Княжество България на 14 ноември. Димитров се завръща в Македония през юни 1905 година и до края на годината действа във Велешко срещу Сръбската въоръжена пропаганда в Македония. От началото на 1906 година до Хуриета от юли 1908 година действа като помощник войвода на Петър Чаулев в Охридско.
| Чета на Деян Димитров, 11 юни 1905 година | Чета на Деян Димитров, 11 юни 1905 година | Чета на Деян Димитров, 11 юни 1905 година | Чета на Деян Димитров, 11 юни 1905 година | Чета на Деян Димитров, 11 юни 1905 година |
| Номер                                     | Име                                       | Селище                                    | Околия                                    | Забележка                                 |
| ----------------------------------------- | ----------------------------------------- | ----------------------------------------- | ----------------------------------------- | ----------------------------------------- |
| 1.                                        | Деян Димитров                             | Лактине                                   | Охридска                                  |                                           |
| 2.                                        | Никола Хр. Хаджиев                        | Охрид                                     | Охридска                                  |                                           |
| 3.                                        | Тома Костов                               | Пискупи                                   | Корчанска                                 |                                           |
| 4.                                        | Гюрчин Секулов                            | Поповец                                   | Кичевска                                  |                                           |
| 5.                                        | Вангел Панделев                           | Струга                                    | Охридска                                  |                                           |
| 6.                                        | Кузман Тодоров                            | Сланско                                   | Крушовска                                 |                                           |
| 7.                                        | Наум Дункаров                             | Струга                                    | Охридска                                  |                                           |
| 8.                                        | Яким Димов                                | Годиве                                    | Охридска                                  |                                           |
| 9.                                        | Бимбил Змейков ?                          | Годиве                                    | Охридска                                  |                                           |
| 10.                                       | Секула Спасев                             | Велмей                                    | Охридска                                  |                                           |
| 11.                                       | Блаже Николов                             | Ърбино                                    | Охридска                                  |                                           |
| 12.                                       | Христо Гюрчинов                           | Върбяни                                   | Охридска                                  |                                           |

През есента на 1912 година заедно с Петър Чаулев и Стефан Атанасов решават да обявяват Рабетинкол, Дебърца, Малесия и Демирхисар за свободни зони като провеждат редица акции и съвместно със селската милиция нанасят тежки загуби на турските войски. През септември 1912 година, в навечерието на Балканската война, е заловен от турците, изведен е в местността Опчелин край Песочани, облят е с газ и е запален жив.